# Iouri Iakovlev
Pour les articles homonymes, voir Iakovlev.
Iouri Vassiliévitch Iakovlev (en russe : Ю́рий Васи́льевич Я́ковлев), né le 25 avril 1928 à Moscou et décédé le 30 novembre 2013 à Moscou, est un acteur soviétique et russe. Il a été nommé artiste du peuple de l'URSS en 1976 et lauréat du prix d'État d'URSS en 1979.

## Biographie
Iouri Iakovlev naît dans la famille d'un juriste moscovite en 1928. La famille est évacuée à Oufa au déclenchement de la Grande Guerre patriotique et retourne à Moscou en 1943. Il prend des cours du soir et travaille dans un garage comme mécanicien. Il entre à l'institut national de la cinématographie, mais il n'est pas diplômé et finalement suit les cours de l'Institut d'art dramatique Boris Chtchoukine, notamment auprès de Cécilia Mansourova (1896-1976). Il en sort diplômé en 1952 et entre au théâtre académique Vakhtangov. Il fait ses premiers pas au cinéma en 1955. Son premier rôle marquant est celui du prince Mychkine en 1958 dans L'Idiot d'Ivan Pyriev, d'après Dostoïevski, qui a été vu par 31 millions de spectateurs. Le film L'Ironie du sort, sorti en 1975 en URSS, et dont il joue le rôle masculin principal, est l'un des plus grands succès de l'histoire du cinéma soviétique (250 millions d'entrées et de téléspectateurs l'année de sa sortie) qui passe souvent à la télévision autour du Nouvel An.
Jusqu'à sa dernière hospitalisation dans l'une des cliniques de Moscou d'où il ne sortira plus, il joue sur scène du théâtre Vakhtangov. Le dernier spectacle Dock (Dark Alleys) où il joue le rôle de Nikolai Alekseevich est basé sur les œuvres de Brecht, Bounine, Dostoevski, Dürrenmatt, Miller, Pouchkine, De Filippo.
Mort le 30 novembre 2013 d'un arrêt cardiaque, l'artiste est inhumé au cimetière de Novodevitchi.

## Distinctions
- Ordre du Mérite pour la Patrie de 2e classe (2008)
- Ordre du Mérite pour la Patrie de 3e classe (1996)
- Ordre de Lénine (1988)
- Ordre du Drapeau rouge du Travail (1978)
- Prix d'État de la fédération de Russie, pour le spectacle Innocents coupables (Без вины виноватые) d'Alexandre Ostrovski (1995)
- prix d'État de l'URSS, pour la dilogie Amour terrestre et Destin d'Evgeni Matveev (1979)
- Turandot de cristal (1998)

## Famille
- Grand-père - Vassili Nikolaïevitch Iakovlev, de la classe des marchands, important producteur de chaussures pour la population de Voronej, élu à l'assemblée municipale de Voronej (législatures de 1901, 1905, 1909 et 1913); il possédait des magasins à côté de la cathédrale Notre-Dame-de-Smolensk de Voronej.
- Père - Vassili Vassiliévitch Iakovlev, juriste, né à Voronej
- Мère - Olga Mikhaïlovna Ivanova, née à Taganrog, infirmière
- Première épouse - Кira Andreïevna Matchoulskaïa (1952-1961), médecin
  - Enfants: Aliona Iakovleva (1961) - actrice au théâtre de la Satire de Moscou, Artiste du peuple de la fédération de Russie en 2008
    - Petite-fille Maria Kozakova (1992) - аctrice
- Deuxième épouse - Ekaterina Raïkina (1961-1964), actrice
  - Fils - Alexeï Iakovlev (1961), acteur au théâtre Ermolova, puis homme d'affaires
    - Petite-fille Elizaveta Iakovleva (2003)
- Troisième femme - Irina Léonidovna Sergueïeva, directrice du musée Vakhtangov
  - Fils - Anton Iakovlev (1969) - metteur en scène et acteur[3]
    - Petit-fils - Andreï Oudalov-Mironov (de sa liaison avec Maria Mironova).
    - Petit-fils - Piotr Iakovlev (1999)

## Filmographie
- 1953 : Le Grand guerrier Skanderberg — Un guerrier
- 1956 : Scènes sous les ponts — Tchakhotkine
- 1956 : Beaucoup de bruit pour rien — Кissel
- 1957 : Un été inhabituel — Lieutenant Dibitch
- 1958 : Le Vent — Lieutenant Zakrevski
- 1958 : L'Idiot — Prince Mychkine (d'après Dostoïevski)
- 1959 : Rencontre à l'aube — Salojnikov
- 1961 : Un homme de nulle part — Vladimir Porajaïev
- 1962 : La Ballade des Hussards — Lieutenant Rjevski
- 1962 : Le Procès des fous — le journaliste
- 1963 : Le Grand Chemin — Lieutenant Polivanov
- 1964 : Une vie facile — Botchkine
- 1965 : La Forêt russe — Kittel
- 1965 : Sous les marronniers de Prague (TV) — Tikhy
- 1965 : Le Gros et le fin — Le fin
- 1965 : Les amis et les années — Youri Pavlovitch Derjavine
- 1966 : Attention à l'automobile — la voix derrière l'écran
- 1966 : Le Tir — le comte (d'après Pouchkine)
- 1966 : La Petite fille sur un ballon — le père de Denis
- 1967 : Anna Karénine — Oblonsky (d'après Tolstoï)
- 1967 : La Groseille à maquereau — Pavel Constantinovitch Alekhine
- 1968 : Le Krach — Мoukhine / Fiodorov (d'après Ardamatski)
- 1968 : Le Portrait de Dorian Grey — Lord Henry (d'après Oscar Wilde)
- 1969 : Le Roi-élan — Deramo (d'après Carlo Gozzi)
- 1969 : Un amour de Tchekhov — Potapenko
- 1969 : Faust — Méphistophélès (d'après Goethe)
- 1970 : Drame à la chasse (TV) — Kamychev
- 1970 : La Mouette — Boris Alexeïevitch Grigorine (d'après Tchekhov)
- 1971 : Le Plus malin s'y laisse prendre — Gloumov (d'après Ostrovski)
- 1971 : Les grands-pères cambrioleurs — la voix de l'auteur
- 1972 : Le Tournant dangereux — Robert Caplan (d'après Priestley)
- 1972 : Le Combat — Jochim
- 1973 : Ivan Vassilievitch change de profession — Ivan Vassiliévitch Bouncha / le tsar Ivan le Terrible (ce film fait 61 millions d'entrées)
- 1974 : L'Amour de la terre — Тikhon Brioukhanov
- 1974 : La Millionnaire (TV) — le docteur égyptien[4]
- 1975 : L'Ironie du sort — Hippolyte, le fiancé de Nadia
- 1976 : Les dames et les hussards — le major polonais
- 1977 : Le Destin — Tikhon Brioukhanov (2de partie de L'Amour de la terre)
- 1977 : Ioulia Vrevskaïa — le grand-duc
- 1978 : La Soirée des vieux vaudevilles russes[5] - Loguine Pousternak
- 1978 : Тrois jours pluvieux — le colonel Kornilov
- 1979 : La Saison de velours[6] — le millionnaire monsieur de Brachin
- 1979 : Poème des ailes — Igor Sikorsky
- 1980 : Un mari idéal — Sir Robert (d'après Oscar Wilde)
- 1980 : L'Almanach de la satire et de l'humour (TV) — Choubka
- 1980 : Nous, soussignés — Youri Nikolaïevitch Deviatov
- 1980 : Trois ans — Panaourov
- 1981 : L'Argent fou — Теliatev (d'après Ostrovski)
- 1981 : Le Carnaval — Mikhaïl Solomatine
- 1985 : La Bataille de Moscou — le général Petrovski
- 1986 : Le Gaucher — l'empereur Nicolas Ier de Russie (d'après Leskov)
- 1986 : Kin-dza-dza! — Bi
- 1987 : Commencez l'enquête — Anton Mikhaïlovitch Zviaguintsev
- 1987 : Le Prétendant — Hudson
- 1987 : Le Temps des fils — l'académicien
- 1988 : Les pantalons — Batsanov
- 1989 : Koma — le père
- 1990 : Piège pour un homme seul — le commissaire de police
- 1991 : Le Linceul d'Alexandre Nevski — le professeur Ouvarov
- 1991 : Мachenka — Potiaguine
- 1991 : Sept jours après le meurtre — le général
- 1991 : Vélissa — le père
- 1991 : Vive Garde-marines ! (en) — le maréchal Stepan Apraxine
- 1992 : Garde-marines 3 (en) — le maréchal Stepan Apraxine
- 1992 : Les souverains miséricordieux — l'auteur, le comique, Kolpakov, le docteur
- 1992 : Les fantômes qui dansent
- 1993 : les enfants des dieux de la fonte — le général
- 1993 : Nécessairement superman, ou mutant érotique — le père d'Anatole
- 1994 : La Tragédie du siècle (série TV) — le général Petrovski
- 1995 : La Voleuse
- 1995 : Les choses de la vie (série TV) — Samofalov
- 1996 : Les vieilles chansons sur ce qui est principal 1 (TV) — la voix derrière l'écran
- 1997 : La Comtesse de Monsoreau (série TV) — le baron de Méridor (d'après Balzac)
- 1997 : Le Navire des doubles — la voix derrière l'écran
- 1998 : Les vieilles chansons sur ce qui est principal 3 (TV) — Ivan Bouncha / Ivan le Terrible
- 2007 : L'Ironie du sort. Suite — Hippolyte

### Doublage
- 1981 : Les Aventures de Vassia Kourolessov (Приключения Васи Куролесова) de Vladimir Popov : capitaine Boldyrev

## Source
- (ru) Cet article est partiellement ou en totalité issu de l’article de Wikipédia en russe intitulé « Яковлев, Юрий Васильевич » (voir la liste des auteurs).